# Torneo Godó 1995
Il Torneo Godó 1995 è stato un torneo di tennis giocato sulla terra rossa..
È stata la 43ª edizione del Torneo Godó,
che fa parte della categoria Championship Series nell'ambito dell'ATP Tour 1995.
Si è giocato al Real Club de Tenis Barcelona di Barcellona in Spagna, dal 10 al 17 aprile 1995.

## Campioni

### Singolare
Thomas Muster ha battuto in finale  Magnus Larsson con il punteggio di 6–2, 6–1, 6–4

### Doppio
Trevor Kronemann /  David Macpherson hanno battuto in finale  Andrea Gaudenzi /  Goran Ivanišević con il punteggio di 6–2, 6–4